# Kaiwo Maru
Kaiwo Maru (海王丸 Kaiō-Maru) è un veliero giapponese di addestramento a quattro alberi. È stata costruita nel 1989 per rimpiazzare una nave omonima del 1930. La lunghezza fuori tutto è 110,09 m, la larghezza massima 13,80 m (45,3 ft) e la profondità 10,70 m (35,1 ft). Tonnellaggio dichiarato: 2.556. La propulsione è garantita da due motori marini diesel da 4 cilindri e da una velatura totale di 2.760 m² (29.700 sq ft). La potenza totale dei motori è di 3.000 hp (2.200 kW) che consentono di spingere la nave ad un massimo di 14,1 kn (26,1 km/h; 16,2 mph), con una andatura di crociera pari a 13 kn (24 km/h; 15 mph). La Kaiwo Maru ha un'autonomia di 9.800 nmi (18.100 km; 11.300 mi). I quattro alberi sono: il trinchetto, il maestro, e due alberi di mezzana. L'albero maestro è alto 43,50 m (142,7 ft) 7 ft). L'equipaggio è composto da 199 elementi.